# Маріуш Піліс
Маріуш Аркадіуш Піліс — польський режисер, кіносценарист, журналіст і військовий кореспондент, автор документальних фільмів . Член Асоціації польських журналістів. Спікер Форуму Вільних Народів Постросії.

## Біографія
Народився в Заверці. У 1987 році закінчив технікум металургії. вул. Сташиця в Заверці.
У 1987—1992 роках вивчав польську філологію в Ягеллонському університеті. Активно брав участь у діяльності антикомуністичної опозиції. 1987/89 член NZS та Університетського комітету NZS Ягеллонського університету
Автор документальних фільмів про Кавказ, Росію, Середню Азію та Близький Схід.
Співавтор багатьох телевізійних станцій, зокрема: TVP, TVN, датський TV2, голландський VPRO та британські BBC і Channel 4. Працював кореспондентом TVP в Україні. Ініціатор і перший директор TVP Info.
Автор документального фільму «Лист із Польщі», в якому показано міжнародне підґрунтя Смоленської катастрофи. Це був перший польський документ про Смоленську катастрофу [потрібна виноска]. «Лист із Польщі» було створено на замовлення нідерландського громадського телебачення VPRO, де його транслювали у жовтні 2010 року. Прем'єра фільму в Польщі так і не відбулася. Він мав понад 4 мільйони переглядів в Інтернеті [потрібна виноска]. Книга «Лист із Польщі» створена на основі інтерв'ю, взятих для фільму. Книга «Лист із Польщі» створена на основі інтерв'ю, взятих для фільму. У березні 2013 року було створено «Бунт Стадіонів», який набрав понад 1,5 мільйона переглядів в Інтернеті. Телевізійної прем'єри в Польщі не було. Спостерігаючи за спільнотою футбольних фанатів у Польщі, фільм розповідає про бунт молодого покоління та його вплив на політичну та соціальну ситуацію в країні. У 2014 році Асоціація польських журналістів присудила фільму та режисерові Першу премію. вул. Жеромського за найкращий документальний фільм на соціальну тематику. У 2018 році його документальний фільм «Тепер і в годину смерті» був номінований у категорії «найкращий фільм» на престижну нагороду Міжнародного католицького кінофестивалю «Mirabile Dictu» — так званий католицький Оскар
З січня по вересень 2016 року — директор Телеінформаційного агентства .
У 2017 році він створив редакцію Opinions and Comments в PAP як головний редактор . Того ж року став членом Правління Асоціації польських журналістів .
У 2018/2019 роках — співавтор та керівник проекту INFO WILNO — Польського місцевого телебачення для поляків у Вільнюському регіоні, проекту уряду Республіки Польща, який згодом отримав назву TVP WILNO .
У 2020 році нагороджений Срібним Хрестом Заслуги .
У 2022 році був спікером Форуму Вільних Народів Постросії.

## Фільмографія
- Аллах Акбар означає Бог великий (режисерський дебют) (1995) (Чечня) — режисер і сценарій
- … або смерть (1996) (Чечня) — режисер і сценарій
- Листівка з Самашок (1996) (Чечня) — реж
- Ціна правди (2001) (Кавказ, Чечня) — режисер і сценарій, продюсер
- Весілля в колгоспі «Комунізм» (2002) (Таджикистан) — режисер і сценарій, продюсер
- Georgia — Kill the President (2002) (Грузія) — режисер і сценарій, продюсер
- Варвари (2002) (Афганістан, Пакистан, Катар, Азербайджан, Грузія) — режисер і сценарій
- Горбачов у Швейцарії (2002) (Киргизстан) — режисер і сценарій
- День народження президента (2002) (Азербайджан) — режисер і сценарій
- Іракська гра частина 1 і частина 2 (2003) — режисер і сценарій
- Запах раю (2004 ) — режисер і сценарій, продюсер
- Сон (2004) (Чечня) — режисер і сценарій
- День Перемоги (2005) (Чечня) — режисер і сценарій, продюсер
- Джихад — чотири серії (2005) режисер і сценарій, продюсер
- Чечня — Брудна війна ( 2005)[8] — режисер і сценарій, продюсер
- Вихід з Афганістану (2010)[9] — режисер і сценарій, продюсер
- Brief uit Polen (Лист із Польщі) (2010) — режисер і сценарій, продюсер
- Футбол і бари (2012) — режисер і сценарій, продюсер
- Повстання стадіонів (2013) — режисер і сценарій, продюсер
- Зараз і в годину смерті — (2017)[10] — сценарій і режисура, продюсер
- Правосуддя (2020) — сценарій, режисер, продюсер
- Ображені. Про поляків та євреїв — - (2021) — режисер, сценарій, продюсер
- Угорщина. Приховане полум'я (2021) — режисер, сценарій, продюсер
- Литва. У тіні вежі — (2021) — сценарій, продюсер
- Po Co Nam Ten Przekop (2021) — режисер, сценарій, продюсер
- Україна. Рік війни (2022) — сценарій, режисер, продюсери
- Белсат. Місія Свобода — (2023) — режисер, сценарій, виробництво
- 2021—2023 — цикл з 36 документальних фільмів «ПОВНИЙ ОБРАЗ» (Актуальна тематика) — продюсер
- 2022/23 — Korona Góry Polski — серіал

## Публікації
- Лист із Польщі (співавтор — Артур Дмоховський), Zysk i S-ka, Познань 2011,ISBN 978-83-7506-811-5 .
- Падіння Республіки Польща (автор), http://sim.bossbyte.com/index.php/upadek-rzeczypospolitej.html

## Нагороди
- Премія ім Януш Крупський на 12-му Міжнародному кінофестивалі NNW за фільм «Правосуддя», 2020[11]
- Головна нагорода за свободу слова Асоціації польських журналістів за фільм «Справедливість», 2020[12]
- Спеціальна відзнака Національної ради з телерадіомовлення, 16-й національний незалежний огляд документальних форм НУРТ, за фільм Вихід з Афганістану, 2010[13]
- «Премія ім Казімєж Дзевановський» за 2002 рік нагороджений Асоціацією польських журналістів за фільм «Ціна правди» (у співавторстві з Марціном Мамонем)[14]
- Головна нагорода «Коріння», V Міжнародний фестиваль етнічних телевізійних фільмів і програм «U się — Вдома», за фільм «Ціна правди», 2001[15]
- "Премія ім «Стефан Жеромський» за 2013 рік нагороджений Асоціацією польських журналістів за фільм «Повстання стадіонів»[16]

## Виноски
1. ↑  https://www.wirtualnemedia.pl/artykul/mariusz-pilis-dyrektorem-tai-grzegorz-adamczyk-szefem-tvp-info
2. ↑  Mariusz Pilis. literatura.gildia.pl (пол.). Архів оригіналу за 10 серпня 2014. Процитовано 5 січня 2024.
3. ↑  Były szef TAI Mariusz Pilis żegna się z Telewizją Polską. wirtualnemedia.pl. 24 серпня 2016.
4. ↑  Mariusz Pilis redaktorem naczelnym redakcji opinii i komentarzy PAP (пол.)
5. ↑  , humans.txt, "Stowarzyszenie Dziennikarzy Polskich"
6. ↑  , Ilona Lewandowska, "Mariusz Pilis: chciałbym, żeby język polski na Litwie zajął..."
7. ↑  M.P. z 2020 r. poz. 821
8. ↑  Dispatches: Chechnya – The Dirty War. documentaryheaven.com (англ.).
9. ↑  Exit Afghanistan. documentaryheaven.com (англ.).
10. ↑  „Teraz i w godzinę śmierci”: Zwiastun filmu o różańcu, 20.04.2017
11. ↑  1, Magdalena B. Król, "Finansowanie festiwali muzyki poważnej na przykładzie Międzynarodowego Festiwalu „Muzyka w Starym Krakowie” w latach 2011–2020"
12. ↑  , Redakcja portalu sdp.pl, "Mariusz Pilis otrzymuje Główną Nagrodę Wolności Słowa"
13. ↑  Informacja o przyznanych nagrodach na XVI Ogólnopolskim Niezależnym Przeglądzie Form Dokumentalnych – NURT 2010 w Kielcach. nurt.kck.com.pl (пол.).
14. ↑  Nagrody SDP 2002. sdp.pl (пол.). Архів оригіналу за 10 січня 2012. Процитовано 5 січня 2024.
15. ↑  „Cena prawdy” zwycięzcą festiwalu „U siebie”. stopklatka.pl (пол.).
16. ↑  Nagrody SDP 2013. sdp.pl. 30 stycznia 2014.